# Schmidsches Schubspannungsgesetz
Das schmidsche Schubspannungsgesetz (nach Erich Schmid) beschreibt die aufgelöste Schubspannung {\displaystyle \tau } in einem Gleitsystem eines kristallinen Werkstoffs, der durch eine Zugkraft beansprucht wird:
{\displaystyle \tau =\sigma \cos(\lambda )\cos(\phi )}
mit
- der Zugspannung {\displaystyle \sigma }
- dem Schmid-Faktor oder schmidschen Orientierungsfaktor {\displaystyle \cos(\lambda )\cos(\phi )}[1]
  - dem Winkel {\displaystyle \lambda } zwischen Zugspannung und Gleitrichtung
  - dem Winkel {\displaystyle \phi } zwischen Zugspannung und Gleitebenennormale.

Versetzungen auf dem Gleitsystem mit dem größten Schmidfaktor erreichen zuerst die kritische Schubspannung und beginnen zu gleiten, d. h. der Werkstoff wird plastisch verformt.
Als Folge dieser plastischen Verformung führt die durch die Zugkraft bewirkte (einachsige) Spannung in der Regel zu einer Drehung des Kristalls und damit zu einer Änderung der Winkel {\displaystyle \lambda } und {\displaystyle \phi }.
Wenn beide o. g. Winkel 45° betragen, wird der Schmid-Faktor maximal und somit auch die entstehende Schubspannung. Ist einer der beiden Winkel 90°, so ist {\displaystyle \tau =0,} und es wirkt keine Spannung auf die Versetzungen des betrachteten Gleitsystems.